# Volksentscheid über eine Verlängerung der Wahlperiode in Bremen 2017
Bei dem Volksentscheid über eine Verlängerung der Wahlperiode in Bremen 2017 in der Freien Hansestadt Bremen wurden die Bürger gefragt, ob die Wahlperiode für die Bremische Bürgerschaft von vier auf fünf Jahre verlängert werden soll. Bei der Abstimmung am 24. September 2017, parallel zur Bundestagswahl 2017, votierten bei einer Wahlbeteiligung von 70,0 Prozent 48,4 Prozent der Abstimmenden dafür und 51,6 Prozent dagegen. Neben einer einfachen Mehrheit der Stimmen war eine weitere Bedingung gewesen, dass mindestens 20 Prozent aller Wahlberechtigten für die Verfassungsänderung stimmen. Damit bleibt Bremen als einziges Bundesland bei einer vierjährigen Wahlperiode.